# Taeniophyllum nephrophorum
Taeniophyllum nephrophorum är en orkidéart som beskrevs av Rudolf Schlechter. Taeniophyllum nephrophorum ingår i släktet Taeniophyllum och familjen orkidéer. Inga underarter finns listade i Catalogue of Life.